# Scopula technessa
Scopula technessa là một loài bướm đêm trong họ Geometridae.